# 大宮 (源氏物語)
大宮（おおみや）は、源氏物語に登場する架空の人物。一院の女三の宮（第三皇女）で、桐壺帝の同腹の姉妹。光源氏のおばにあたる。左大臣の正室として降嫁し、頭中将と葵の上を産んだ。三条殿に住んだことから、三条の大宮とも呼ばれる。
娘・葵の上の死後、忘れ形見である夕霧を手元で育て、後に内大臣（元の頭中将）の脇腹の娘である雲居の雁も自邸に引き取り、二人を鍾愛した。「よろづのものの上手」（様々な楽器に長けている）で、夕霧や雲居の雁にも手ほどきをしている。しかし夕霧は元服後源氏の教育方針で三条殿を出、また雲居の雁も夕霧との恋仲を内大臣に知られて強引に引き取られたため、ひどく悲しんだ（「少女」）。
玉鬘の裳着にあたっては、光源氏と内大臣との仲立ちをする（「行幸」）が、それからまもなく薨去したことが語られる（「藤袴」）。しかし、後に彼女の法要が内大臣が夕霧と雲居の雁の結婚を許すきっかけとなり、夫婦となった二人は三条殿に再び移り住んだ（「藤裏葉」）。